# Klíčava
Klíčava je potok ve Středočeském kraji, levostranný přítok Berounky. Celková délka toku činí 22,3 km. Plocha povodí měří 87,1 km². Většina jejího toku leží v Chráněné krajinné oblasti Křivoklátsko.

## Průběh toku
Klíčava pramení na jižním okraji Džbánu, v sedle mezi vrchy Malý Louštín a Žalý v nadmořské výšce 450 metrů u samoty Třtická Lísa, asi 4 kilometry západně od Nového Strašecí. Dále teče Křivoklátskou vrchovinou, údolím zaříznutým do okolního terénu přibližně k jihu. V nadmořské výšce asi 300 metrů byla v letech 1949 až 1955 vybudována Klíčavská přehrada jako zdroj pitné vody pro Kladno a okolí. Klíčava se vlévá do Berounky v obci Zbečno.

### Větší přítoky
- levé – Lánský potok